# Megalomus impudica
Megalomus impudica là một loài côn trùng trong họ Hemerobiidae thuộc bộ Neuroptera. Loài này được Gerstaecker miêu tả năm 1888.